# Utóirat (jog)
Az utóirat a jogi szaknyelvben olyan iratot jelöl meg, amely a bíróságnál már megindult ügyre vonatkozik, ha egyébként nem tekinthető kezdőiratnak. (Ez a szóhasználat eltér az eredeti, post scriptum értelmű használattól.)
A szerelés az eljárásjogokban az a művelet, amelynek  során megtörténik az ugyanazon ügyirathoz tartozó elő- és utóiratok végleges jellegű összekapcsolása.